# Георги Белев (революционер)
Вижте пояснителната страница за други личности с името Георги Белев.
Георги Иванов Белев (изписване до 1945 година: Георги Ивановъ Бѣлевъ) е български революционер, деец на Върховния македоно-одрински комитет и просветен деец, директор на Солунската българска гимназия.

## Биография
Георги Белев е роден в 1868 или според други източници в 1875 година в град Охрид, тогава в Османската империя, днес в Северна Македония. Завършва с четвъртия випуск на Солунската българска гимназия в 1889 година и математика в Софийското Висше училище в 1893 година. Първоначално учителства в Държавната мъжка гимназия „Княз Борис“ в Русе и в Габровската гимназия „Васил Априлов“. Член е на Младата македонска книжовна дружина. На IX конгрес на Върховния комитет става негов член и през 1901 – 1902 година е касиер на крилото на Стоян Михайловски и генерал Иван Цончев. По време на Илинденско-Преображенското въстание е секретар в четата на ВМОК на Юрдан Стоянов в Сярско. Банков служител в Никопол, Лом и Видин.
От 1905 до 1911 година е директор на Търговската гимназия в Бургас. През 1912 – 1913 година е последен директор на Солунската българска гимназия преди закриването ѝ от новите гръцки власти. След войните е началник на отделение при Дирекция на държавните дългове.
Към 1928 година е в ръководството на Охридското македонско братство, след убийството на братовчед си Наум Белев излиза с доклад, в който отхвърля обвиненията на протогеровистите, че роднината му е убит от михайловистите. Според Иван Михайлов зад убийството на Наум Белев стоят протогеровистки дейци.
В 1934 година е избран в Националния комитет на македонските братства.
Умира през 1945 година в София.
Белев е автор и на ценни спомени, публикации и брошури за македоно-одринското движение, като много от тях са печатани на страниците на списание „Илюстрация Илинден“.